# La vedova Couderc
La vedova Couderc è un romanzo poliziesco dello scrittore belga di lingua francese Georges Simenon, pubblicato nel 1942 da Gallimard.
Tradotto in otto lingue, in lingua italiana è apparso nel 1959.

## Trama
Jean Passerat-Monneyeur, dopo aver scontato una condanna per omicidio, esce dal carcere ed è senza una mèta, libero da qualsiasi impegno lavorativo e senza alcun progetto per il futuro.
 
Incontra sulla propria strada la vedova Couderc, appena sceso dall'autobus che percorre la campagna vicino a Saint-Amand-Montrond.
Assorbito dal semplice lavoro agricolo della fattoria e dal sesso privo d'implicazioni amorose che la donna gli offre, Jean sembra finalmente ritrovare una qualche parvenza di felicità ed equilibrio interiore.
Ma presto l'amore che gli nasce dentro nei confronti di Félicie, vicina nonché giovane nipote della vedova, innesca una gelosia ossessiva in quest'ultima fino al punto da costringere Jean in una situazione disperata. Tutto ciò sconvolge il semplice trascorrere dei giorni e la vita del giovane, condannato dal suo stesso destino.

## Adattamenti cinematografici
- L'evaso (La Veuve Couderc, 1971), regia di Pierre Granier-Deferre, con Simone Signoret nella parte della vedova e Alain Delon in quella di Jean.[2]

## Edizioni italiane
- La vedova Couderc, traduzione di Gilberto Rossa, Collana Il girasole, Milano, Mondadori, 1959. - Collana Oscar, Mondadori, 1971.
- La vedova Couderc, traduzione di Edgardo Franzosini, Collana Biblioteca n.277, Milano, Adelphi, 1993, ISBN 978-88-459-1020-3. - Collana gli adelphi, Adelphi, 2018.